# City to City
City to City ist das zweite Studioalbum des britischen Musikers Gerry Rafferty, das im Januar 1978 erschien.

## Entstehung und Veröffentlichung
Nach seinem Weggang von Stealers Wheel im März 1975 zog sich Rafferty für neue Kompositionen ins schottische Clydebank zurück. Seine Anwälte bemühten sich bis 1977 darum, Rafferty die Produktion eines neuen Albums zu ermöglichen.
Die Erstveröffentlichung von City to City erfolgte am 20. Januar 1978 bei United Artists Records. Das Album erschien in seiner Originalausführung als LP mit zehn Titeln (Katalognummer: 30 104 XOT). Im Jahr 1984 erschien es bei Liberty Records erstmals als CD-Ausführung (Katalognummer: CDP 7 46049 2).
Geschrieben und produziert wurden die Lieder von Rafferty selbst. Während er für den Schreibprozess alleine verantwortlich zeichnete, bekam er bei der Produktion Unterstützung durch Hugh Murphy. Rafferty konnte für die Aufnahmen im Jahr 1977 neben dem Stealers-Wheel-Bassisten Gerry Taylor mit Andy Fairweather Low an der Gitarre, Henry Spinetti am Schlagzeug und Paul Jones an der Mundharmonika mehrere hochkarätige Studiomusiker gewinnen.

## Titelliste
1. The Ark – 5:36
2. Baker Street – 6:01
3. Right Down the Line – 4:20
4. City to City – 4:51
5. Stealin’ Time – 5:39
6. Mattie’s Rag – 3:28
7. Whatever’s Written in Your Heart – 6:30
8. Home and Dry – 4:52
9. Island – 5:04
10. Waiting for the Day – 5:26

## Singleauskopplungen
| Jahr | Titel               | Höchstplatzierung, Gesamtwochen/‑monate, AuszeichnungChartplatzierungen (Jahr, Titel, , Platzierungen, Wochen/Monate, Auszeichnungen, Anmerkungen) | Höchstplatzierung, Gesamtwochen/‑monate, AuszeichnungChartplatzierungen (Jahr, Titel, , Platzierungen, Wochen/Monate, Auszeichnungen, Anmerkungen) | Höchstplatzierung, Gesamtwochen/‑monate, AuszeichnungChartplatzierungen (Jahr, Titel, , Platzierungen, Wochen/Monate, Auszeichnungen, Anmerkungen) | Höchstplatzierung, Gesamtwochen/‑monate, AuszeichnungChartplatzierungen (Jahr, Titel, , Platzierungen, Wochen/Monate, Auszeichnungen, Anmerkungen) | Höchstplatzierung, Gesamtwochen/‑monate, AuszeichnungChartplatzierungen (Jahr, Titel, , Platzierungen, Wochen/Monate, Auszeichnungen, Anmerkungen) | Anmerkungen                        |
| Jahr | Titel               | DE | AT | CH | UK | US | Anmerkungen                        |
| ---- | ------------------- | --- | --- | --- | --- | --- | ---------------------------------- |
| 1978 | Baker Street        | DE3 (28 Wo.)DE | AT4 (6 Mt.)AT | CH2 (17 Wo.)CH | UK3 Platin · (20 Wo.)UK | US2 Gold · (20 Wo.)US | Erstveröffentlichung: Februar 1978 |
| 1978 | Right Down the Line | — | — | — | UK— SilberUK | US12 (15 Wo.)US | Erstveröffentlichung: Juli 1978    |
| 1978 | Home and Dry        | — | — | — | — | US28 (13 Wo.)US | Erstveröffentlichung: 1978         |

## Rezensionen
Doug Stone von Allmusic hob Raffertys Wechsel in der Paraphrasierung und seine Fähigkeit zu dichten Kompositionen hervor. Stone wertet das Album mit viereinhalb von fünf Sternen.

## Kommerzieller Erfolg

### Chartplatzierungen
City to City avancierte zum Nummer-eins-Erfolg in den US-amerikanischen Billboard 200. Darüber hinaus erreichte es Top-10-Platzierungen in Deutschland (Rang 3), den Niederlanden (Rang 5), Neuseeland und dem Vereinigten Königreich (je Rang 6), Österreich und Schweden (je Rang 9).
| ChartsChartplatzierungen       | Höchstplatzierung | Wochen/ Monate |
| ------------------------------ | ----------------- | -------------- |
| Deutschland (GfK)              | 3 (22 Wo.)        | 22 Wo.         |
| Österreich (Ö3)                | 8 (2 Mt.)         | 2 Mt.          |
| Vereinigte Staaten (Billboard) | 1 (49 Wo.)        | 49 Wo.         |
| Vereinigtes Königreich (OCC)   | 6 (37 Wo.)        | 37 Wo.         |

| ChartsJahrescharts (1978) | Platzierung |
| ------------------------- | ----------- |
| Deutschland (GfK)         | 14          |

### Auszeichnungen für Musikverkäufe
Der britische Phonoverband BPI zertifizierte im Mai 1978 eine Goldene Schallplatte. Das Album wurde vom US-amerikanischen Phonoverband RIAA im Mai 1978 mit einer Goldenen und im Juli 1978 mit einer Platinschallplatte ausgezeichnet.
| Land/Region                  | Auszeichnungen für Musikverkäufe (Land/Region, Auszeichnung, Verkäufe) | Verkäufe  |
| ---------------------------- | ---------------------------------------------------------------------- | --------- |
| Kanada (MC)                  | 2× Platin                                                              | 200.000   |
| Neuseeland (RMNZ)            | Gold                                                                   | 10.000    |
| Niederlande (NVPI)           | Gold                                                                   | 50.000    |
| Vereinigte Staaten (RIAA)    | Platin                                                                 | 1.000.000 |
| Vereinigtes Königreich (BPI) | Gold                                                                   | 100.000   |
| Insgesamt                    | 3× Gold · 3× Platin ·                                                  | 1.360.000 |